# وجيه الكاشف
وجيه حافظ الكاشف لاعب كرة قدم مصري راحل كان يجيد اللعب في خط الهجوم.
لعب طوال مسيرته الرياضية في نادي الأهلي.
شارك مع منتخب مصر في بطولة كأس العالم 1934 في إيطاليا حيث خرج من الدور الثمن النهائي.

## وصلات خارجية
- وجيه الكاشف على موقع الاتحاد الدولي (مؤرشف)  (الإنجليزية)
- وجيه الكاشف على موقع أوليمبيديا (الإنجليزية)

- هذا سيرة ذاتية